# 异丹参酮I
异丹参酮I是一种多环有机化合物，分子式C18H12O3，属于丹参酮类二萜衍生物，存在于云南鼠尾草（Salvia yunnanensis）、胶质鼠尾草（Salvia glutinosa）等植物中。